# Lycaea pulex
Lycaea pulex är en kräftdjursart som beskrevs av Marion 1874. Lycaea pulex ingår i släktet Lycaea och familjen Lycaeidae. Inga underarter finns listade i Catalogue of Life.